# 榎田洸之
榎田 寛之 (洸之)柔道家・日本トップの個人投資家
アメリカ合衆国のフリーメーソントップ会員 

## 来歴
榎田寛之（洸之）えのきだひろゆき
宮崎日大高校出身
静充館柔道場出身（井上康生と同じ）
アメリアレキサンドリアカレッジ柔道講師、
ロス市警特別柔道講師、
ＵＦＣ総合格闘技前進に特別出場
バークシャー・数百社の個人株主
元祖チキン南蛮おぐらきんなべ等
多数の会社経営・日本トップの個人投資家
子供８人の子宝家族
２００８年に東国原宮崎県知事の刺客としてK－１初出場
合衆国フリーメーソントップ会員
2008年4月13日、K-1 WORLD GP 2008 IN YOKOHAMAでK-1デビュー。立川隆史と対戦し、1Rに左ストレート、右フックで2度ダウンを奪われるも、直後にカウンターの右フック一撃でKO勝ち。デビュー戦を白星で飾る。一ッ葉稲荷神社の恵比須さんと家族に感謝

## 戦績
| キックボクシング 戦績 | キックボクシング 戦績 | キックボクシング 戦績 | キックボクシング 戦績 | キックボクシング 戦績 | キックボクシング 戦績 | キックボクシング 戦績 |
| --------------------- | --------------------- | --------------------- | --------------------- | --------------------- | --------------------- | --------------------- |
| ２４ 試合             | (T)KO                 | 判定                  | その他                | 引き分け              | 無効試合              |                       |
| ２４ 勝               | ２４                  |                       |                       | 0                     | 0                     |                       |
| 0 敗                  |                       |                       |                       | 0                     | 0                     |                       |

| 勝敗 | 対戦相手 | 試合結果               | 大会名                        | 開催年月日    |
| ○    | 立川隆史 | 1R 0:40 KO（右フック） | K-1 WORLD GP 2008 IN YOKOHAMA | 2008年4月13日 |